# 이안 뷰캐넌

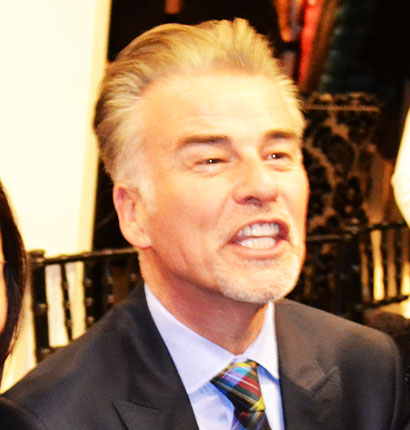

이안 뷰캐넌(Ian Buchanan, 1957년 6월 16일 ~ )은 영국의 배우, 영화배우, 모델, 텔레비전 배우이다.
해밀턴에서 태어났다.

## 영화
- 크리스마스에 생긴 일 (2009년)
- 트레인렉 (2007년)
- 희망과 신념 (2003년)
- 패닉 룸 (2002년) - 이반 커랜더 역
- 저스티스 리그 (2001년)
- 아이보리 타워 (1998년) - 앤디 역
- 스캔들 (1994년)
- 흔들리는 유혹 2 (1993년)
- 블루 프레임 (1993년)
- 세븐 싸인 (1989년)
- 비앤비 (1987년)
- 우리 생애 나날들 (1965년)